# 第七藝術劇場
第七藝術劇場（だいななげいじゅつげきじょう）は、大阪府大阪市淀川区十三にある映画館（ミニシアター）。通称はナナゲイ。リッチョット・カニュード(英語版)が「映画は7番目の芸術である」と定義したのが名称の由来である。
1スクリーン（93席）の劇場で、ドキュメンタリー映画やアート映画、インディーズ映画などを中心とした独自のセレクトで上映しており、ゲストによる舞台挨拶やトークイベントも多数開催している。

## 沿革
1946年、十三の地に映画館「十三劇場」「十三朝日座」が設立された。1957年時点では朝日座は大映の封切館であり「大映朝日座」と名乗っていた。1972年には十三劇場と朝日座を解体され、総合レジャービル「サンポードシティ」が完成。映画館「十三シネマ」が現在の第七藝術劇場と同じ場所に開館。1985年には「十三シネマ」が「サンポード・アップルシアター」に改称され、主に松竹系の作品を中心に上映した。1991年には劇映画「あーす」（金秀吉監督・篠田三郎出演。文化庁優秀作品賞受賞）を制作した。
1993年に「サンポード・アップルシアター」が閉館し、劇場を流用する形でシネカノンが経営母体となった「第七藝術劇場」（第一次）が開館。『月はどっちに出ている』（崔洋一監督）や『幻の光』（是枝裕和監督）などのヒット作を上映していた。
1999年には経営悪化で閉館したが、2002年に組織体制を一新して、有限会社第七藝術劇場を経営母体に、映画ファンと地元商店街による市民出資型映画館として「第七藝術劇場」（第二次）が開館。2005年9月にはいったん休館するものの、2005年12月に営業再開。
同劇場をロケ地として撮影した映画に『夜のまにまに』などがある。

## シアターセブン
2011年4月にNPO法人淀川文化創造館がサンポードシティビル5階に開館した映画館。2016年1月にNPO法人淀川文化創造館を解散し、株式会社淀川文化創造館を設立した。2020年1月に第七藝術劇場と経営統合。同劇場とは姉妹館としての位置づけである。

## 編成協力
2023年（令和5年）10月にオープンした扇町ミュージアムキューブ内で上映される「扇町キネマ」では映画プログラム編成のパートナーとなっている。